# Gabriele Rangone
Gabriele Rangone (Chiari, 1410 – Roma, 27 settembre 1486) è stato un cardinale e arcivescovo cattolico italiano.

## Biografia

Stemma dei Rangoni.

Figlio naturale di Guido I Rangoni, di famiglia nobile, nell'infanzia seguì a genitori a Verona. Nel 1437 fece l'ingresso nei Frati minori osservanti della provincia di Venezia.
Nel periodo fra il 1451 e il 1479 fu un attivo predicatore in Austria, in Boemia e in Polonia. Già prima del 1456 fu collaboratore di Giovanni da Capestrano, futuro santo. Fu nominato vicario della provincia austriaca dell'ordine francescano. Nel 1460 fu inquisitore in Boemia contro gli ussiti. Svolse anche incarichi diplomatici: fu consigliere del re Mattia Corvino e verso il 1470 papa Paolo III gli richiese di favorire la riconciliazione tra i re di Polonia e di Ungheria al riguardo del Regno di Boemia.
Fu eletto vescovo di Transilvania il 16 dicembre 1472, nel 1474 il re di Ungheria lo propose come vescovo di Eger, sede a cui fu trasferito dalla Sede Apostolica il 24 aprile 1475. Fin dal 1475 il re di Ungheria ne sostenne anche la nomina cardinalizia.
Nel concistoro del 10 dicembre 1477 papa Sisto IV lo elevò alla dignità cardinalizia e il 12 dicembre dello stesso anno fu pubblicato con la diaconia dei Santi Sergio e Bacco elevata a titolo cardinalizio pro illa vice.
Giunse a Roma nel 1479, nel 1480 fu inviato a Napoli come legato, per sostenere la guerra contro i Turchi, che si combatteva a Otranto. Nell'ottobre del 1481 fece ritorno a Roma.
Partecipò al conclave del 1484 che elesse papa Innocenzo VIII.
Morì a Roma e fu sepolto nella cappella di San Bonaventura, che aveva patrocinato, nella basilica di Santa Maria in Aracoeli.